# Manon Fage
Pour les articles homonymes, voir Fage.
Manon Fage (née le 28 mai 1992 à Laxou) est une athlète française, spécialiste des courses de demi-fond.

## Biographie
Manon Fage est sacrée championne de France de 800 mètres en 2017 à Marseille.

## Palmarès

### National
- Championnats de France d'athlétisme :
  - Vainqueur du 800 m en 2017